# Siyah İnci
Siyah İnci (em Angola e Moçambique: Pérola Negra) é uma telenovela turca produzida pela Gold Production e exibida pela Star TV, entre 28 de setembro de 2017 a 15 de fevereiro de 2018, em 20 episódios. Escrita por Basak Angigün, Alphan Dikmen, Duygu Tankas, Yekta Torun e Gül Gürsoy, tem direção de Cem Karci, Erol Özlevi e Benal Tahiri com produção de Faruk Turgut. Foi protagonizada por Tolgahan Sayışman, Hande Erçel e Berk Hakman.
Foi exibido em Angola (às 21h) e Moçambique (às 22h) pela Zap Novelas entre 21 de maio a 21 de agosto de 2018, substituindo Cesur e sendo substituída por A força do destino 

## Enredo
Hazal é uma menina jovem e bonita que vive em uma pequena cidade costeira chamada Cesme na região do mar Egeu da Turquia. Ela tem uma vida modesta e vive feliz junto com sua mãe Melek, meia-irmã Ebru e o padrasto Halil. Hazal trabalha como garçonete em um grande Hotel nesta pequena cidade e não quer nada, mas para se casar com seu amante Kenan. Hazal e Kenan estão muito apaixonados um pelo outro e sonham em se casar o mais rápido possível.
Kenan é um jovem que trabalha como pescador. Ele consegue encontrar o pérola negra no fundo do mar Egeu e prova que ele ama Hazal à morte. Ele quer passar toda a sua vida junto com seu amante Hazal e tenta fazer o seu melhor para fazê-la feliz. Kenan pede a mão de Hazal para o casamento, mas não é fácil obter a aprovação de seus pais. O padrasto de Hazal não quer que Hazal se case com um pescador miserável com baixos padrões de vida. Ele não quer dar a sua permissão para o casamento, mas ele não pode objetar mais quando a mãe de Hazal Melek apóia o casamento de sua filha. Eventualmente, Hazal e Kenan ficam noivos e prometem que nunca vão se deixar no futuro. Eles definem uma data para o casamento começar muito cedo. A vida de Kenan e Hazal vira de cabeça para baixo com a chegada de Vural. Vural tem problemas psicológicos e matou acidentalmente sua esposa, a fim de não deixá-la ir. Depois desta tragédia, ele não pode se recuperar. Hazal se assemelha totalmente à esposa morta de Vural: ela é como se a irmã gêmea idêntica daquela mulher. Quando Vural vê Hazal, ele desenvolve uma paixão doentia em relação a ela. Ele não quer perder Hazal como sua esposa e estabelece uma armadilha, a fim de cancelar o casamento de Hazal com Kenan.
Hazal sofre da opressão por causa do amor doente de Vural e encontra-se em uma situação desesperada. Ela rompe com Kenan sem explicar nada, a fim de não colocá-lo em perigo e aceita se casar com Vural.

## Elenco
- Tolgahan Sayisman como Kenan
- Hande Erçel como Hazal
- Berk Hakman como Vural
- Neriman Ugur como Canan
- Huseyin Avni Danyal como Aziz
- Burak Altay como Ahmet
- Yesim Buber como Melek
- Mehmet Mehmedof como Sinan
- Melis Sezen como Ebru
- Cagla Demir como Ece